# Maximilian Melcher

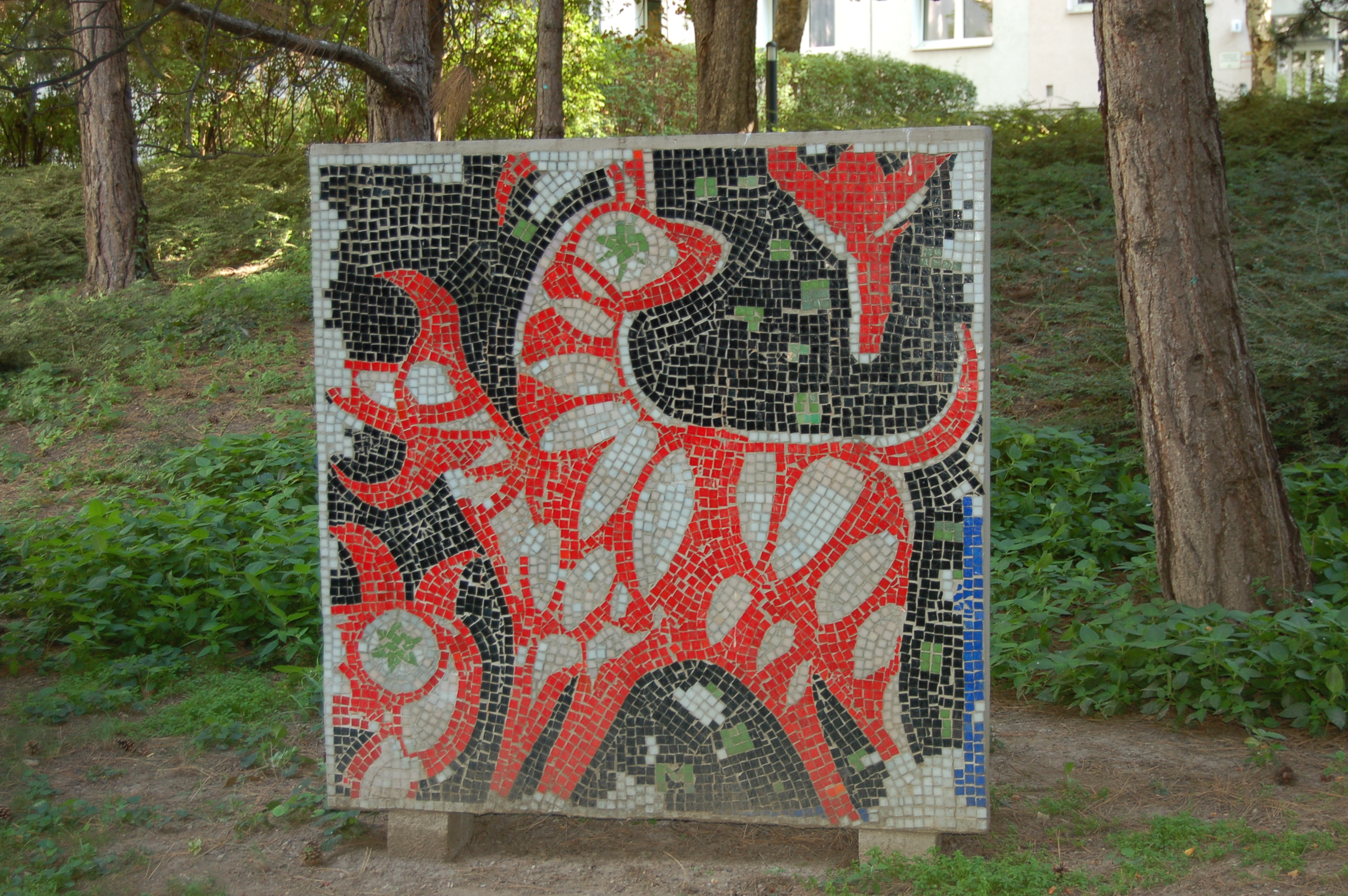
Wolkenschafe, 1960-1967

Maximilian Melcher (né le 28 août 1922 à Baden, près de Vienne, mort le 31 octobre 2002 à Vienne) est un artiste plasticien et professeur autrichien.
Maximilian Melcher a été de 1972 à 1992 professeur à l'Académie des Beaux-Arts de Vienne et aussi recteur de 1972 à 1976 et de 1984 à 1987.
Comme peintre et graphiste, il laisse une œuvre très riche et a reçu de nombreux prix. Les principaux thèmes de ses gravures sont des paysages et des autoportraits.
Il est enterré au cimetière de Döbling (de) à Vienne.

## Élèves
- Meina Schellander (1946-)

## Source, notes et références
- (de) Cet article est partiellement ou en totalité issu de l’article de Wikipédia en allemand intitulé « Maximilian Melcher » (voir la liste des auteurs).